# Sasha Pivovarova
Aleksandra Igorevna Pivovarova (21 de enero de 1985), más conocida como Sasha Pivovarova, es una modelo y actriz rusa. Es conocida por ser la modelo con más apariciones para Prada, habiendo figurado en 19 campañas diferentes de la marca.

## Modelaje

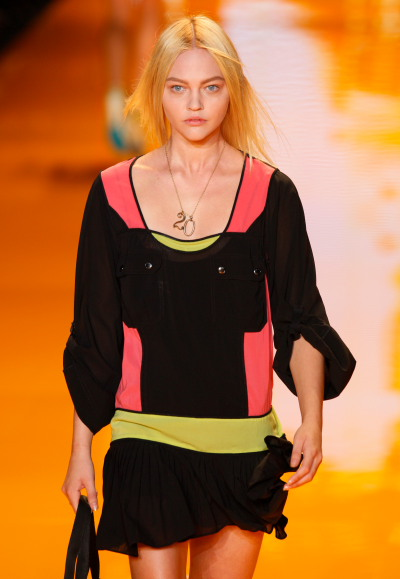
Sasha Pivovarova en DKNY by Donna Karan semana de la moda de Nueva York de 2006.

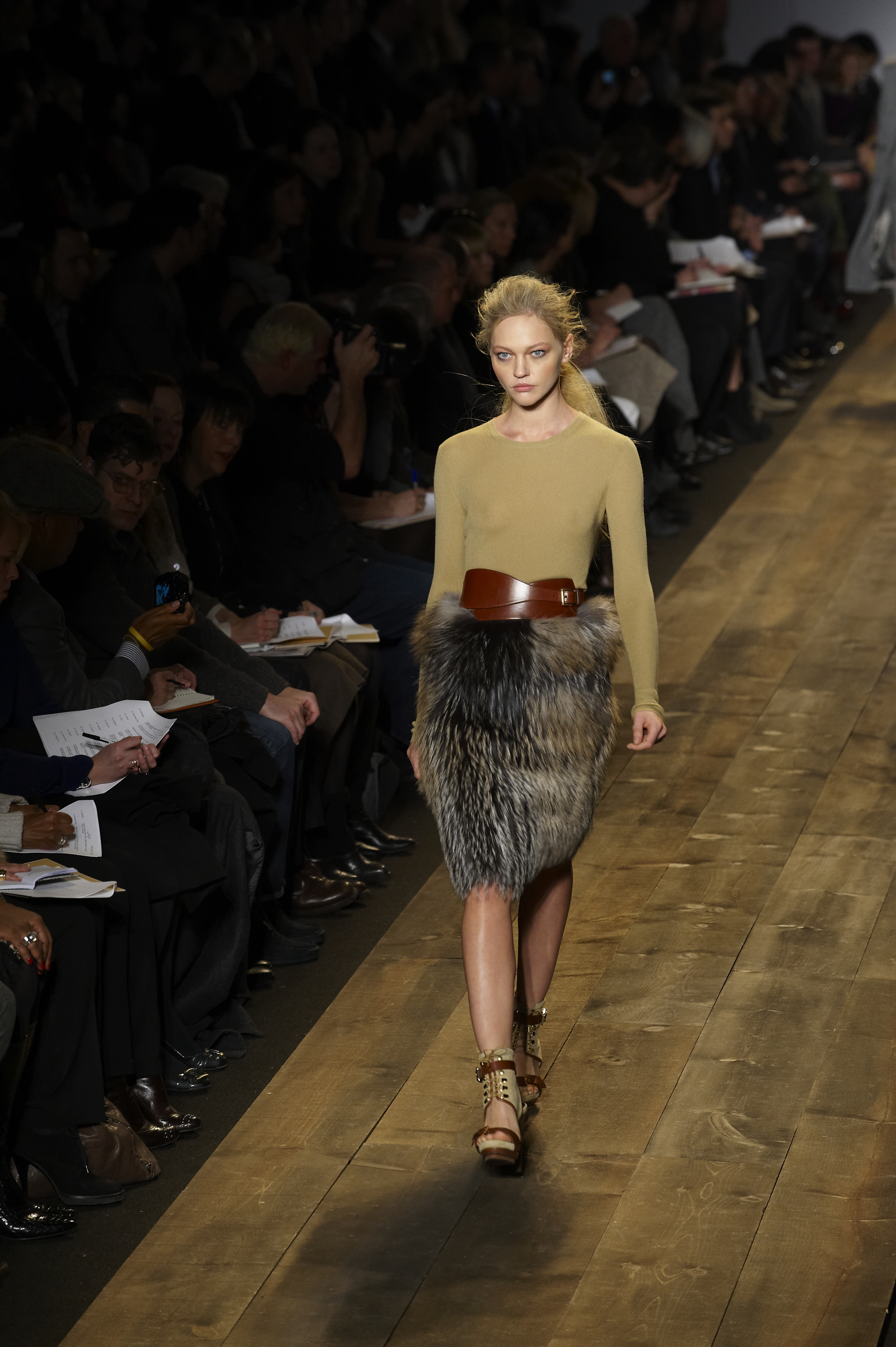
Sasha Pivovarova desfilando en 2010.

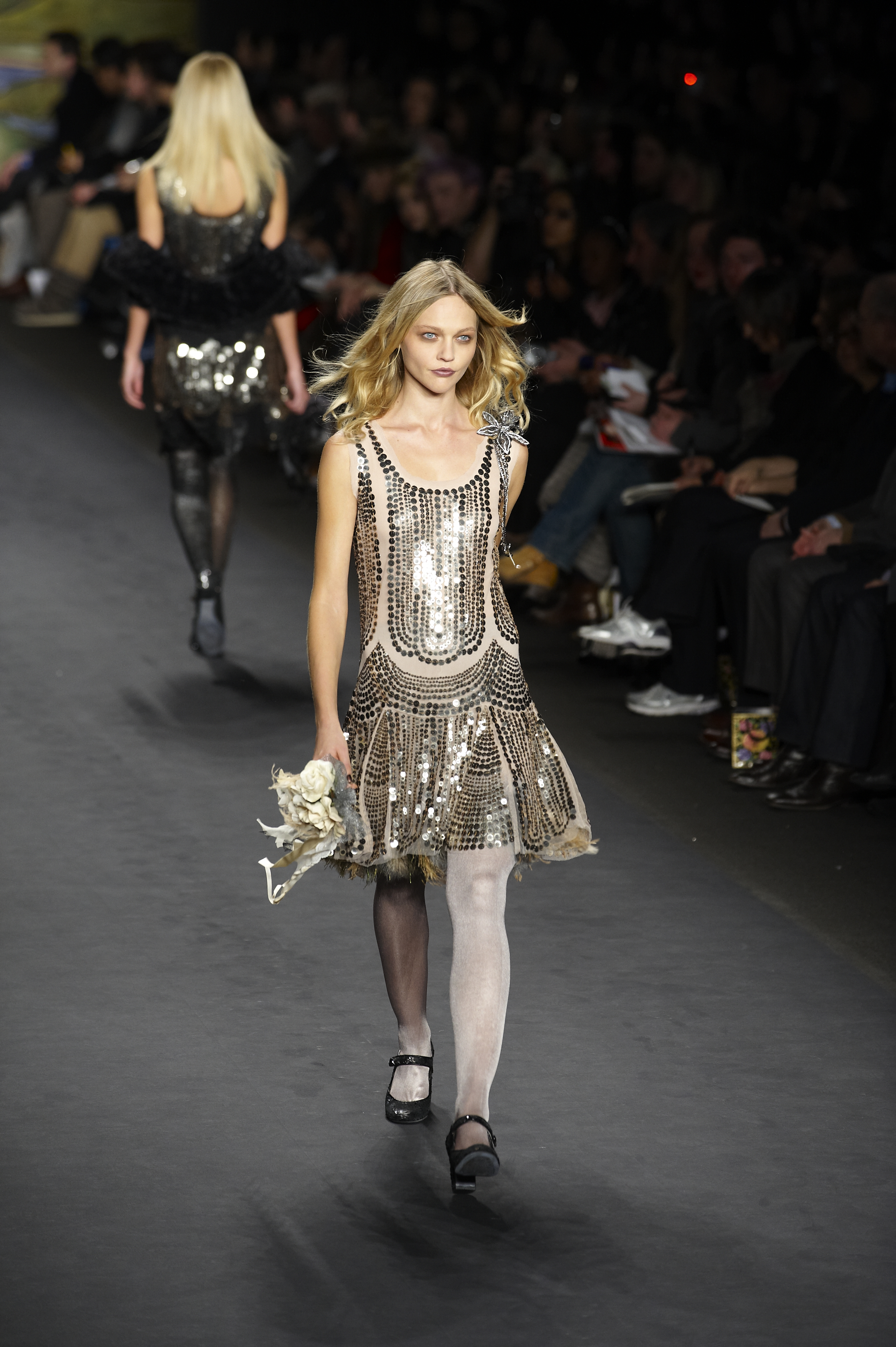
Sasha Pivovarova desfilando en 2010.

Como estudiante de Historia del Arte en la Russian State University for the Humanities, Pivovarova nunca soñó con ser modelo hasta que un amigo y su futuro marido, el fotógrafo Igor Vishnyakov, tomò fotos de ella en 2005 y se las dio a IMG. Después de firmar con IMG, su primer evento fue para Prada, que la contrató por tres años como exclusiva para las campañas de la marca.
Actualmente ha aparecido en anuncios de Prada, Chanel, Balenciaga, Dior Beauty, Miu Miu, Yves Saint Laurent, Mulberry, Chloé, Jimmy Choo, Max Mara, Hugo Boss, Giorgio Armani, Michael Kors, Lanvin, Juicy Couture, Etro, Frame Denim, Giada, H&M, Alberta Ferretti, Dsquared2, Massimo Dutti, Toteme, Shiseido, Pringle of Scotland, Paul & Joe, Longchamp, John Galliano, Biotherm, Kenzo, Thomas Wylde, Paco Rabanne Fragrance, Moncler, PHI, Olay.
En mayo de 2007 apareció en la portada de Vogue Estados Unidos junto a Doutzen Kroes, Caroline Trentini, Raquel Zimmermann, Jessica Stam, Agyness Deyn, Coco Rocha, Hilary Rhoda, Chanel Iman, y Lily Donaldson como "Las Próximas Top Models del mundo." En una entrevista habló de su amor al arte.
ha figurado en la portada Vogue' a nivel internacional, incluyendo la estadounidense, británica, italiana, parisina, rusa, japonesa, coreana, mexicana, china y australiana. Como favorita del fotógrafo Steven Meisel, ha aparecido en la portada de Vogue Italia 9 veces.
Apareció en calendario Pirelli 2008. Marie Claire España awards 'Prix de la Moda' premió a Pivovarova como "Premio Mejor Modelo Internacional" el 20 de noviembre de 2008. En diciembre de 2009, se convirtió en el rostro de Giorgio Armani y Mert Alas y Marcus Piggott fotografiaron a Pivovarova para Longchamp, junto a Kate Moss.
En mayo de 2008, abrió el evento de primavera de Chanel en París. En julio de 2008, cerró para Chanel y desfiló para Jean Paul Gaultier couture. En septiembre, abrió para rag & bone, Rodarte, y Pringle of Scotland en Milán y Nueva York. En octubre, posó para Numéro Corea. En enero de 2009, desfiló para Christian Dior, Chanel, Elie Saab, y Valentino. En febrero de 2009, abrió para Shiatzy Chen, Miss Sixty, Rodarte, y MaxMara; cerró para PHI, MaxMara, y Pringle of Scotland.
A principios de 2009 fue puesta en segundo lugar en la lista de Models.com, Top 50 Modelos, compartiendo la posición con Natasha Poly, pero bajo hasta el cuarto puesto en marzo de 2011. También figuró como una "de los Iconos de la Mosa". Vogue Paris la declaró una de top 30 modelos de los 2000s.
A través de 2011 ha aparecido en diferentes campañas para Giorgio Armani, Hugo Boss, Paul & Joe, Alberta Ferretti, Miu Miu, Juicy Couture, Roberto Cavalli, entre otros. Pivovarova es conaiderada una de las grandes modelos y sigue apareciendo en anuncios de Prada y Chanel. Pivovarova protagonizó la portada de Vogue Francia en octubre de 2011.
Se tomó su propia foto para la campaña Rag & Bone Hazlo-Tu-Misma en primavera de 2011 junto a Abbey Lee Kershaw y Lily Aldridge.
En 2013 retornó a los catálogos después de dar a luz en 2012. Apareció en la campaña de Prada primavera/verano 2013. Pivovarova también apareció en las campañas de otoño/invierno 2014 de Massimo Dutti, Chloé, y H&M.
En 2015 apareció en campañas de Balenciaga, Juicy Couture Viva La Juicy Fragrance, Etro, Frame Denim, Giada, H&M Beauty, Alberta Ferretti, Toteme y Michael Kors Resort. También desfiló para Karl Lagerfeld.
En 2016, fotografiada por Steven Meisel, Pivovarova realizó la campaña primavera/verano de ese año para  Prada junto a Natalia Vodianova y Yasmin Wijnaldum,  como también para Max Mara. Pivovarova apareció en la portada de la edición de febrero de  Vogue China' junto a Anja Rubik. Pivovarova estuvo en la portada de Vogue Italia para la edición de Mario Sorrenti, Pivovarova también apareció en la campaña de Jimmy Choo de otoño/invierno 2016 oftografiada por Craig McDean. Desfiló (junto a Karen Elson, Joan Smalls, Carolyn Murphy, Irina Shayk, Mariacarla Boscono, Andreea Diaconu, Jamie Bochert, Bella Hadid, Taylor Marie Hill, Anna Ewers, Saskia de Brauw, Iselin Steiro) para Versace Haute Couture otoño/invierno 16 colecciones. Pivovarova fue elegida una vez más para la campaña de Prada, otoño/invierno 2016. Se volvió el rostro de H&M en otoño/invierno de 2016.
En 2017, Pivovarova se volció uno de los rostros de Lanvin y apareció en la campaña de Dsquared2 junto a las modelos Joan Smalls y Natasha Poly. Pivovarova abrió para Christian Dior en primavera/verano 2018.

## Vida privada
Reside en Nueva York. Pivovarova es amante de la pintura y ha hecho exposiciones dedicadas a sus obras. Ha diseñado una colección de pijamas inspirada en cuentos de hadas para Gap, en 2011.
Pivovarova está casada con el fotógrafo Igor Vishnyakov. Se casaron en Tailandia y recrearon la escena en una sesión de fotos en 2009 para Vogue Estados Unidos junto a Jessica Stam y Irina Kulikova. Pivovarova dio a luz a su primer hijo, una niña llamada Mia Isis, en mayo de 2012 enr rusia esprecificamente en moscue